# ФК Локомотив Скопие
ФК „Локомотив“ (на македонски: ФК Локомотива Скопје) е македонски футболен клуб от град Скопие.